# 庞塞 (上马恩省)
庞塞（法語：Pansey，法語發音：[pɑ̃sɛ]）是法国上马恩省的一个市镇，属于圣迪济耶区。

## 地理
庞塞（48°28'16"N, 5°17'15"E）面积8.96 平方千米，位于法国大東部大區上马恩省，该省份为法国东北部内陆省份，北起马恩省和默兹省，西接奥布省，西南接科多尔省，东南接上索恩省，东临孚日省。
与庞塞接壤的市镇（或旧市镇、城区）包括：安古兰库尔、埃什奈、埃凡库尔、蒙特勒伊叙托南斯、索德龙。

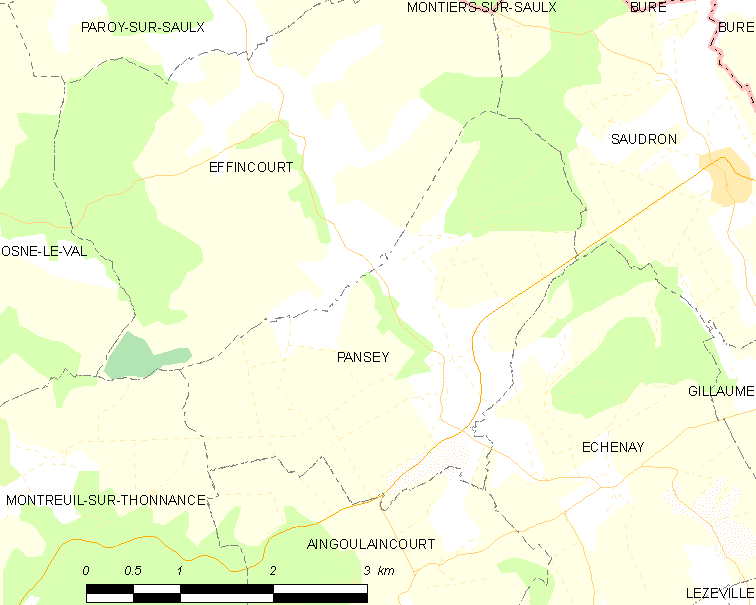
的OSM定位图

庞塞的时区为UTC+01:00、UTC+02:00（夏令时）。

## 行政
庞塞的邮政编码为52230，INSEE市镇编码为52376。

## 政治
庞塞所属的省级选区为普瓦松县。

## 人口

1962-2008年间人口变化图示

庞塞于2022年1月1日时的人口数量为93人。